# MTV Unplugged (мини-альбом)
MTV Unplugged — концертный мини-альбом американской певицы Мэрайи Кэри, выпущенный 2 июня 1992 года лейблом Columbia Records. После успеха двух предыдущих альбомов и растущих вопросов от музыкальных критиков из-за отсутствия концертных туров, а также несущественных выступлений на телевидении, компания Sony BMG 16 марта 1992 организовала концертное шоу в студии Kaufman Astoria Studios. Как и предыдущий альбом Мэрайи «Emotions», MTV Unplugged выдал единственный сингл #1 в США, который был новой песней в альбоме. Это первый концертный альбом певицы с общим объёмом продаж в 10 000 000 копий по всему миру (по данным на 1998 год).

## История создания
Победив страх перед аудиторией и устав от критиков, предполагавших, что она не может петь, и все высокие ноты синтезированы в студии, Мэрайя объявила о выступлении в телевизионном шоу «MTV Unplugged». Исполнение песен отличалось от студийных версий, потому что в этой программе используется только акустические инструменты.
Блестяще спетые высокие ноты Мэрайи, были «разминкой» в номере «Emotions», который получил теплые приветствия от зрительской аудитории и разбил все сомнения на счет её реальных вокальных способностей. После трансляции программы по телевидению, кавер-версия песни «I'll Be There» (группы The Jackson 5), исполненная дуэтом с бэк-вокалистом Trey Lorenz, была издана в качестве сингла из-за высокого спроса и позже заняла первое место в чарте «Billboard Hot 100». Это единственная кавер-песня Мэрайи, занявшая первое место в чартах. Также был выпущен второй сингл «If It's Over», который так и не вышел в США и потерпел неудачу во многих странах. Выступление на «MTV Unplugged» получило положительные оценки от критиков, которые ранее считали Мэрайю студийной певицей, неспособной выступать вживую. Популярность её концерта способствовала возобновлению продаж альбома «Emotions», который к тому времени вышел из чартов США.
После того, как было принято решение выпустить EP, Sony решила выпустить живую версию Carey "I'm Be There" в качестве единственного сингла из-за его критического успеха. [6] Песня дебютировала под номером тринадцать на Billboard Hot 100, став самым высоким дебютом Кэри в чарте в то время. [6] Через четыре недели песня возглавила чарт, став шестым номером Кэри в Соединенных Штатах и проведя там две недели. [7] Его успех во всем мире был сильным, достиг пика номер один в чартах синглов в Канаде, Нидерландах и Новой Зеландии, и достиг второго и третьего мест в Великобритании и Ирландии, соответственно. [8] [9] [10] [11] [12] «Я буду там» был удостоен золотой награды как Австралийской ассоциации звукозаписывающей индустрии, так и Ассоциации звукозаписывающей индустрии Новой Зеландии, что означает поставки 35 000 и 7500 единиц песни в соответствующих странах. [13] [14] После успеха "If It's Over" была выпущена песня со второй студийной работы Carey Emotions, благодаря ее выступлению на шоу и EP. Он был выпущен очень ограниченным тиражом, и только наметился в Нидерландах, достигнув максимума под номером 80. [15]

## Список композиций
| №  | Название                                   | Автор(ы)                                  | Продюсер(ы)            | Длительность |
| -- | ------------------------------------------ | ----------------------------------------- | ---------------------- | ------------ |
| 1. | «Emotions»                                 | Мэрайя Кэри Дэвид Коул Роберт Клайвиллес  | Кэри Коул Клайвиллес   | 4:00         |
| 2. | «If It’s Over»                             | Кэри Кэрол Кинг                           | Кэри Кинг              | 3:48         |
| 3. | «Someday»                                  | Кэри Бен Маргулис                         | Кэри Маргулис          | 3:57         |
| 4. | «Vision of Love»                           | Кэри Маргулис                             | Кэри                   | 3:36         |
| 5. | «Make It Happen»                           | Кэри Коул                                 | Кэри Клайвиллес        | 4:16         |
| 6. | «I'll Be There» (при участии Трея Лоренса) | Берри Горди Боб Уэст Хэл Дэвис Уилли Хатч | Кэри Уолтер Афанасьефф | 4:42         |
| 7. | «Can’t Let Go»                             | Кэри                                      | Кэри Афанасьефф        | 4:35         |

| №   | Название                         | Автор(ы)              | Длительность |
| --- | -------------------------------- | --------------------- | ------------ |
| 1.  | «Emotions»                       | Кэри Коул Клайвиллес  | 4:00         |
| 2.  | «If It's Over»                   | Кэри Кинг             | 3:48         |
| 3.  | «Someday»                        | Кэри Маргулис         | 3:57         |
| 4.  | «Vision of Love»                 | Кэри Маргулис         | 3:36         |
| 5.  | «Make It Happen»                 | Кэри Коул Клайвиллес  | 4:10         |
| 6.  | «I'll Be There»                  | Горди Уэст Дэвис Хатч | 4:42         |
| 7.  | «Can't Let Go»                   | Кэри Афанасьефф       | 4:35         |
| 8.  | «Make It Happen» (music video)   | Кэри Коул Клайвиллес  | 5:27         |
| 9.  | «Can't Let Go» (music video)     | Кэри Афанасьефф       | 3:49         |
| 10. | «Emotions» (12" club video edit) | Кэри Коул Клайвиллес  | 4:58         |

## Чарты
| Чарт (1992–95)                         | Высшее место |
| -------------------------------------- | ------------ |
| Австралия (ARIA)                       | 7            |
| Австрия (Ö3 Austria)                   | 21           |
| Канада (RPM Top Albums/CDs)            | 6            |
| Canadian Albums (The Record)           | 11           |
| Нидерланды (Album Top 100)             | 1            |
| European Albums (Top 100)              | 8            |
| French Albums (SNEP)                   | 22           |
| Германия (Offizielle Top 100)          | 30           |
| Japanese Albums (Oricon)               | 13           |
| Новая Зеландия (RMNZ)                  | 1            |
| Норвегия (VG-lista)                    | 18           |
| Швеция (Sverigetopplistan)             | 36           |
| Швейцария (Schweizer Hitparade)        | 19           |
| Великобритания (UK Albums Chart)       | 3            |
| США (Billboard 200)                    | 3            |
| США (Billboard Top R&B/Hip-Hop Albums) | 16           |

| Чарт (1992)                           | Высшее место |
| ------------------------------------- | ------------ |
| Australian Albums (ARIA)              | 25           |
| New Zealand (RMNZ)                    | 34           |
| US Billboard 200                      | 35           |
| US Top R&B/Hip-Hop Albums (Billboard) | 76           |
| Чарт (1993)                           | Высшее место |
| Dutch Albums (MegaCharts)             | 31           |
| Чарт (1994)                           | Высшее место |
| Dutch Albums (MegaCharts)             | 26           |
| German Albums (Offizielle Top 100)    | 80           |
| Чарт (1995)                           | Высшее место |
| Dutch Albums (MegaCharts)             | 96           |